# Fritz Schulz (attore)
Fritz Schulz (Karlsbad, 25 aprile 1896 – Zurigo, 9 maggio 1972) è stato un attore, regista e cantante tedesco.

## Biografia
Dopo la salita al potere dei nazionalsocialisti, Fritz Schultz - che era ebreo - lasciò la Germania, rifugiandosi in Austria. Nel 1937, fu sorpreso dall'Anschluss, l'annessione dell'Austria alla Germania. Probabilmente finì nel campo di concentramento di Buchenwald da dove venne liberato grazie agli sforzi della moglie, la contessa Agnes Esterhazy. Fuggito in Svizzera, continuò a recitare, incontrando però grandi difficoltà. Lavorò soprattutto in teatro. Alla fine della guerra, ritornò in Germania solo per lavorare al cinema, in teatro e in televisione, mantenendo la sua residenza in Svizzera, a Ronco sopra Ascona.

## Filmografia

### Attore
- Fräulein Puppe - Meine Frau, regia di Danny Kaden (1914)
- Hoch klingt das Lied von U-Boot-Mann, regia di Kurt Matull (1917)
- Das Mädel von nebenan, regia di Otto Rippert (1917)
- Der Onyxknopf, regia di Joe May (1917)
- Quando quattro persone fanno la stessa cosa (Wenn vier dasselbe tun), regia di Ernst Lubitsch (1917)
- Das Geheimnis der leeren Wasserflasche, regia di Joe May (1917)
- Anders als die Andern, regia di Richard Oswald (1919)
- Das Geheimnis des Amerika-Docks, regia di Ewald André Dupont (1919)
- Anna Karenina, regia di Frederic Zelnik (1920)
- Der Amönenhof, regia di Uwe Jens Krafft (1920)
- Das Grauen, regia di Fred Sauer (1920)
- Kri-Kri, die Herzogin von Tarabac, regia di Frederic Zelnik (1920)
- Whitechapel, regia di Ewald André Dupont (1920)
- Der gelbe Diplomat
- Der Apachenlord
- Der Tod im Nacken
- Tötet nicht mehr
- Die Marchesa d'Armiani, regia di Alfred Halm (1920)
- Der Mord ohne Täter
- Fasching, regia di Frederic Zelnik (1921)
- Miss Beryll... die Laune eines Millionärs, regia di Frederic Zelnik (1921)
- Kinder der Finsternis - 1. Der Mann aus Neapel
- Kinder der Finsternis - 2. Kämpfende Welten
- Tanja, die Frau an der Kette
- C.d.E.
- Der Mann aus Stahl
- Sie und die Drei, regia di Ewald André Dupont (1922)
- Yvette, die Modeprinzessin, regia di Frederic Zelnik (1922)
- Die fünf Frankfurter
- Giovinezza (Jugend), regia di Fred Sauer (1922)
- Die Flucht in die Ehe. Der große Flirt
- Lola Montez, die Tänzerin des Königs, regia di Willi Wolff (1922)
- Turfpiraten
- Se. Exzellenz der Revisor, regia di Frederic Zelnik (1922)
- Gespenster
- Der große Wurf
- Der rote Reiter

- G'schichten aus dem Wienerwald, regia di Jaap Speyer (1928)

- Wenn du noch eine Heimat hast, regia di Siegfried Philippi (1930)
- Alimente
- Ruhiges Heim mit Küchenbenutzung. Das Mädel von der Operette
- Mein Herz gehört Dir...
- Questa notte... forse sì (Heute Nacht - eventuell), regia di E. W. Emo (1930)
- Die Lindenwirtin
- Komm' zu mir zum Rendezvous
- Nur du
- Ein Walzer im Schlafcoupé, regia di Fred Sauer (1930)
- Pension Schöller, regia di Georg Jacoby (1930)
- Drei Tage Mittelarrest, regia di Carl Boese (1930)
- Besuch um Mitternacht. Das Nachtgespenst von Berlin, regia di Jaap Speyer (1930)

- Hurra - ein Junge!, regia di Georg Jacoby  (1931)

- Questa notte o mai più (Das Lied einer Nacht), regia di Anatole Litvak (1932)

### Compositore
- Questa notte... forse sì (Heute Nacht - eventuell), regia di E. W. Emo (1930)